# Una chitarra, cento illusioni
Una chitarra cento illusioni è un brano musicale composto da Mino e Franco Reitano e Nisa e fu pubblicato nel 45 giri Una chitarra, cento illusioni/Per un uomo solo con l'arrangiamento di Massimo Salerno. 
Il brano aveva raggiunto un ottimo successo nelle vendite, superando le 500 000 copie, ottenendo il disco d'argento ed
arrivando al n.1 nella hit parade italiana e piazzandosi al 19º posto nelle vendite annuali.

## Altre versioni
Albert Vidal nel 1969 incise per la Disques Vogue una versione in francese, con testo di Georgia Wiznitzer, con il titolo "Une guitare, cent illusions".